# Giovanni Cuniolo
Giovanni Cuniolo (Tortona, 25 gennaio 1884 – Tortona, 25 dicembre 1955) è stato un ciclista su strada italiano.
Professionista dal 1904 al 1913, vinse il Giro di Lombardia 1909, una tappa al Giro d'Italia 1909 e tre titoli italiani, nel 1906, 1907 e 1908.

## Carriera
Ex podista, passò al ciclismo dove si mise in mostra come velocista. Passato professionista nel 1904, è ricordato per la rivalità con Giovanni Gerbi e fu soprannonominato Manina a causa delle sue mani di notevoli dimensioni.
Nel 1906 stabilì il record italiano dell'ora, con la distanza di 39,650 km. Fu tre volte campione italiano, nel 1906 (a Roma, davanti a Battista Danesi), nel 1907 (a Parma, davanti a Felice Galazzi) e nel 1908 (a Como, davanti a Carlo Galetti). Nel 1909 vinse tra l'altro la seconda tappa Bologna - Chieti nel primo Giro d'Italia ed il Giro di Lombardia (a Sesto San Giovanni). Fu inoltre secondo nella Milano-Torino 1905, e terzo nel campionato italiano del 1909 oltre che nella Milano-Sanremo dello stesso anno.
Si ritirò dalle corse a 29 anni.

## Palmarès
- 1904 (Maino, una vittoria)

Coppa del Re
- 1905 (Bianchi, sei vittorie)

Campionato del Piemonte
Coppa del Re
Coppa Savona
Coppa Megardi
Coppa Ivrea
Tortona-Serravalle-Novi-Tortona
- 1906 (Rudge Whitworth, quattro vittorie)

Milano-Pavia-Milano
Milano-Erba-Lecco-Milano
Novi-Milano-Novi
Campionati italiani, Prova in linea
- 1907 (Maino, sette vittorie)

Campionato del Piemonte
Lecco-Milano-Bergamo-Lecco
La Grande Corsa
Giro di Alta Romagna
Campionati italiani, Prova in linea
Milano-Mantova
Coppa Ivrea
- 1908 (Bianchi & Peugeot-Wolber, cinque vittorie)

Circuito di Bologna
Coppa Rho
Coppa Savona
Campionati italiani, Prova in linea
Milano-Modena
- 1909 (Rudge Whitworth-Pirelli, sette vittorie)

Coppa Savona
Tre Coppe Parabiago
Coppa Brescia
Coppa Rho
2ª tappa Giro d'Italia (Bologna > Chieti)
Coppa Bastogi
Giro di Lombardia
- 1910 (Bianchi, due vittorie)

Giro delle Alpi Orobiche
Coppa Bastogi

### Altri successi
- 1906

Record italiano dell'ora

## Piazzamenti

### Grandi Giri
- Giro d'Italia

1909: ritirato (3ª tappa)
- Tour de France

1908: ritirato (3ª tappa)

### Classiche monumento
- Milano-Sanremo

1907: 7º
1909: 3º
1910: ritirato
1911: 22º
1912: ritirato
- Giro di Lombardia

1908: ritirato
1909: vincitore